# Краузе, Георг Фридрих
Георг Фридрих Краузе (нем. Georg Friedrich Krause; 2 апреля 1768, Пренцлау — 22 ноября 1836, Веймар) — немецкий лесовод.
В 1800—1817 гг. занимал преподавательские и административные посты в области лесоводства в Берлине. Затем вышел в отставку и посвятил себя научной работе.
Среди основных сочинений Краузе:
- «Handbuch der mathematischen Forstwissenschaft» (1800)
- «Compendium der niederen Forstwissenschaft» (1806)
- «Compendium der höheren Fortswissenschaften etc.» (I часть, 1804)
- «Ueber die Ablösung der Servituten und Gemeinheiten in den Forsten» (1833, русский перевод В. Врангеля «О мерах отклонения недостатка в дереве и о лесосохранении в Германии», 1839).